# Tusse
Tousin Michael Chiza (Kinshasa, 1 januari 2002), beter bekend onder diens artiestennaam Tusse, is een Zweedse zanger.

## Biografie
Tusse werd geboren in Congo-Kinshasa en kwam in 2009 als vluchteling op jonge leeftijd, en zonder familie, aan in Zweden. Sinds zijn vijftiende woont hij bij een familie in Leksand. In 2018 nam hij deel aan de Zweedse versie van Got Talent, waarin hij het tot de halve finale schopte. Een jaar later nam hij deel aan de Zweedse versie van Idols. Deze talentenjacht wist hij te winnen. Twee jaar later nam hij deel aan Melodifestivalen, de Zweedse preselectie voor het Eurovisiesongfestival. Met het nummer Voices won hij, waardoor hij Zweden mocht vertegenwoordigen op het Eurovisiesongfestival 2021 in Rotterdam, Nederland. Hij behaalde in de finale de 14e plek.
- International Standard Name Identifier: 0000 0005 0247 4557
- MusicBrainz: faa8a6d1-ef58-4266-94a1-7e4d942c3029
- Virtual International Authority File: 1956163707036529422392

1958: Alice Babs · 
1959: Brita Borg · 
1960: Siw Malmkvist · 
1961: Lill-Babs · 
1962: Inger Berggren · 
1963: Monica Zetterlund · 
1965: Ingvar Wixell · 
1966: Lill Lindfors & Svante Thuresson · 
1967: Östen Warnerbring · 
1968: Claes-Göran Hederström · 
1969: Tommy Körberg · 
1971: Family Four · 
1972: Family Four · 
1973: Nova · 
1974: ABBA · 
1975: Lasse Berghagen · 
1977: Forbes · 
1978: Björn Skifs · 
1979: Ted Gärdestad · 
1980: Tomas Ledin · 
1981: Björn Skifs · 
1982: Chips · 
1983: Carola · 
1984: Herreys · 
1985: Kikki Danielsson · 
1986: Lasse Holm & Monica Törnell · 
1987: Lotta Engberg · 
1988: Tommy Körberg · 
1989: Tommy Nilsson · 
1990: Edin-Ådahl · 
1991: Carola · 
1992: Christer Björkman · 
1993: Arvingarna · 
1994: Marie Bergman & Roger Pontare · 
1995: Jan Johansen · 
1996: One More Time · 
1997: Blond · 
1998: Jill Johnson · 
1999: Charlotte Nilsson · 
2000: Roger Pontare · 
2001: Friends · 
2002: Afro-Dite · 
2003: Fame · 
2004: Lena Philipsson · 
2005: Martin Stenmarck · 
2006: Carola · 
2007: The Ark · 
2008: Charlotte Perrelli · 
2009: Malena Ernman · 
2010: Anna Bergendahl · 
2011: Eric Saade · 
2012: Loreen · 
2013: Robin Stjernberg · 
2014: Sanna Nielsen · 
2015: Måns Zelmerlöw · 
2016: Frans · 
2017: Robin Bengtsson · 
2018: Benjamin Ingrosso · 
2019: John Lundvik · 
2021: Tusse · 
2022: Cornelia Jakobs · 
2023: Loreen · 
2024: Marcus & Martinus · 
2025: KAJ